# Терезина
Терези́на (порт. Teresina) — город и муниципалитет в Бразилии, столица штата Пиауи. Составная часть мезорегиона Северо-центральная часть штата Пиауи. Входит в экономико-статистический микрорегион Терезина. Это единственная столица северо-восточного штата, не расположенная на побережье. Центральная часть города расположена у слияния рек Парнаиба (порт. Parnaíba) и Поти (порт. Poti), поэтому Терезину иногда называют «Месопотамией Северо-Востока». На другом берегу Парнаибы расположен город Тимон (порт. Timon), а ещё дальше — граница штата Мараньян.
Население составляет 902 644 человек на 2024 год, агломерации — 2,9 млн. Занимает площадь 1167,25 км². Плотность населения — 770 чел./км².
Окружающая Терезину местность часто называется «Равнина молний» (порт. Chapada do Corisco), так как здесь третье в мире место по количеству молний в год.
Город основан 16 августа 1852 года губернатором провинции Жозе Сарайва (порт. José Saraiva), первоначально назывался Vila Nova do Poti (по расположению на реке Поти). Позже получил нынешнее название в честь супруги императора Бразилии Педру II императрицы Терезы. В том же 1852 году столица провинции была перенесена из города Оэйрас (порт. Oeiras) в Терезину. Терезина стала первым городом Бразилии, построенным в соответствии с генеральным планом; планировка города прямоугольная, отчего карта похожа на шахматную доску. Город разделён на кварталы, самый большой (по населению) из которых — Мокамбинью (порт. Mocambinho), с улицами, засаженными манговыми деревьями.
Так как Терезина расположена около экватора, дневная температура меняется от 26 до 40 градусов в течение года, с января по май погода более холодная. Самые тёплые месяцы — с октября по декабрь. Высокая влажность поддерживается круглый год, от 40 % до 90 %, наибольшая — с марта по июнь.

## География

### Климат
Климат Терезины тропический, саванновый, осадков выпадает около 900 мм в год. Подавляющая часть этих осадков выпадает с декабря по май.

### Растительность
Растительность характеризуется словом каатинга, происходящим из языка тупи (белый лес, от каа — лес и тинга — белый), и типична для северо-востока Бразилии. Каатинга представляет собой лес из невысоких деревьев с шипами. Подлесок состоит из колючих кустарников, пустынных растений и кактусов. Многие цветы растут только в сезон дождей и умирают на время засухи.

## Экономика
ВНП города в 2005 году составил R$ 5 245 724 000.
Доход на душу населения в том же году составил R$ 6650.

## Демография
Согласно сведениям, собранным в ходе переписи 2010 г. Национальным институтом географии и статистики (IBGE), население муниципалитета составляет:
| Полное население                               | Полное население                               | Полное население                               | Полное население                               | 814 230 |
| ---------------------------------------------- | ---------------------------------------------- | ---------------------------------------------- | ---------------------------------------------- | ------- |
| в том числе:                                   | Городское население                            | 767 557                                        | Процент городского населения, %                | 94,27   |
|                                                | Сельское население                             | 46 673                                         | Процент сельского населения, %                 | 5,73    |
|                                                | Мужское население                              | 380 612                                        | Процент мужского населения, %                  | 46,75   |
|                                                | Женское население                              | 433 618                                        | Процент женского населения, %                  | 53,25   |
| Плотность населения, чел/км²                   | Плотность населения, чел/км²                   | Плотность населения, чел/км²                   | Плотность населения, чел/км²                   | 584,94  |
| Население муниципалитета в % к населению штата | Население муниципалитета в % к населению штата | Население муниципалитета в % к населению штата | Население муниципалитета в % к населению штата | 26,11   |

По данным оценки 2016 года, население муниципалитета составляет 844 245 жителей.